# Davao du Sud
Davao del Sur est une province des Philippines.

## Villes et municipalités
Municipalités
- Bansalan
- Hagonoy
- Kiblawan
- Magsaysay
- Malalag
- Matanao
- Padada
- Santa Cruz
- Sulop

Villes
- Davao
- Digos